# Ми (слово)
Ми, грчки Μι или Μυ (велико слово Μ, мало слово μ) је дванаесто слово грчког алфабета. У систему грчких цифара има вредност 40. Изведено је од феничанског Мем . Слова која су настала су латиничко М и ћириличко М.

## Употреба

### Грчки
У старогрчком, име слова се писало μῦ и изговарало [mŷː].

### Физика
У физици са μ се обележава коефицијент трења.